# Ясеновка (Волынская область)
Ясеновка (укр. Ясенівка) — село в Доросиневской сельской общине Луцкого района Волынской области Украине.
До 2020 года входило в Рожищенский район.
Код КОАТУУ — 0724587801. Население по переписи 2001 года составляет 486 человек. Почтовый индекс — 45120. Телефонный код — 3368. Занимает площадь 1,68 км².